# 문지인
문지인(본명: 문지은, 1986년 3월 1일 ~ )은 대한민국의 배우이다.

## 학력
- 동명초등학교 졸업
- 순심여자중학교 졸업
- 순심여자고등학교 졸업
- 서울예술대학교 방송연예과

## 출연작

### 영화
- 《퍼레이드》 (2006년) - 여대생 1 역
- 《쎄시봉》 (2015년) - 죽 역
- 《몽돌 스캔들》 (2018년) - 김연수 역
- 《뷰티풀 보이스》 (2019년) - 송유리 역

### 드라마
- 《맛있는 이야기》 (2007년, SBS)
- 《드림》 (2009년, SBS)
- 《망설이지마》 (2009년, SBS) - 김가루 역
- 《제중원》 (2010년, SBS)
- 《오! 마이 레이디》 (2010년, SBS)
- 《나는 전설이다》 (2010년, SBS) - 작가 역
- 《자이언트》 (2010년, SBS)
- 《여자를 몰라》 (2010년, SBS) - 오경란 역
- 《내사랑 내곁에》 (2011년, SBS) - 고수빈 역
- 《인수대비》 (2011년, JTBC) - 복실이 역
- 《가족사진》 (2012년, SBS) - 정하나 역
- 《비밀》 (2013년, KBS2) - 혜진 역
- 《미스코리아》 (2013년, MBC) - 김유라 역
- 《너희들은 포위됐다》 (2014년,SBS) - 최수영 역
- 《잉여공주》 (2014년, tvN) - 물거품이 되어 사라진 여성 역
- 《괜찮아, 사랑이야》 (2014년, SBS) - 조연출 역
- 《내일을 향해 뛰어라》 (2015년, SBS)
- 《KBS 드라마 스페셜 - 웃기는 여자》 (2015년, KBS2) - 고은희 역
- 《용팔이》 (2015년, SBS) - 송간호사 역
- 《마을 - 아치아라의 비밀》 (2015년, SBS) - 순영 역
- 《마담 앙트완》 (2016년, JTBC) - 이경주 역
- 《투모로우보이》 (2016년, 웹드라마) - 서신영 역
- 《닥터스》 (2016년, SBS) - 천순희 역
- 《낭만닥터 김사부》 (2016년, SBS) - 윤서정 친구 역(특별출연)
- 《사랑의 온도》 (2017년, SBS) - 착한스프 여주인공 역(특별출연)
- 《투깝스》 (2017년, MBC) - 길다정 역
- 《대군 - 사랑을 그리다》(2018년, TV조선) - 끝단 역
- 《뷰티 인사이드》 (2018년, JTBC) - 유우미 역
- 《레버리지: 사기조작단》 (2019년, TV조선) - 홍세영 역(특별출연)
- 《18 어게인》 (2020년, JTBC) - '위기의 부부' 아내 1 역(특별출연)
- 《타임즈》 (2021년, OCN) - 명수경 역
- 《킬힐》 (2022년, tvN) - 노성우 역
- 《놀아주는 여자》 (2024년, JTBC) - 구미호 역

### 뮤직비디오
- 강하니 - 뚱뚱해도 난좋아 (2013년)
- 김형중 - Hot Hot Hot (2013년)

## 수상 및 후보
| 연도 | 시상식       | 부문                           | 작품        | 결과 |
| ---- | ------------ | ------------------------------ | ----------- | ---- |
| 2015 | KBS 연기대상 | 여자 연작 • 단막극상           | 웃기는 여자 | 후보 |
| 2016 | SBS 연기대상 | 뉴스타상                       | 닥터스      | 수상 |
| 2016 | SBS 연기대상 | 장르드라마부문 여자 특별연기상 | 닥터스      | 후보 |
| 2017 | MBC 연기대상 | 월화극부문 여자 황금연기상     | 투깝스      | 후보 |